# Carl Friedrich Weitzmann

Carl Friedrich Weitzmann, Fotografie von 1862

Carl Friedrich Weitzmann (* 10. August 1808 in Berlin; † 7. November 1880 in Berlin) war ein deutscher Musiktheoretiker und Musiker.

## Leben und Werk
Weitzmann lernte Mitte der 1820er Jahre Violine und Komposition bei Carl Henning und Bernhard Klein sowie von 1827 bis 1832 Komposition und Musiktheorie bei Louis Spohr und Moritz Hauptmann in Kassel. In Riga komponierte Weitzmann für eine Liedertafel, die er 1832 zusammen mit Heinrich Dorn gegründet hatte. In Reval, dem heutigen Tallinn, wurde er zum Musikdirektor berufen und komponierte drei Opern. Ab 1836 besetzte er zehn Jahre lang Stellen an Sankt Petersburger Hoforchestern; dort begann er auch seltene Musikbücher und Volksmusik zu sammeln. Anschließend ging er auf eine Konzerttournee in Lappland und Finnland, gefolgt von kurzzeitigen Anstellungen an Orchestern in Paris und London. 1848 kehrte Weitzmann nach Berlin zurück, wo er sich der musikhistorischen und -theoretischen Forschung widmete. 1857 begann er eine Lehrtätigkeit am Stern’schen Konservatorium.
1853 veröffentlichte Weitzmann Der übermässige Dreiklang, worin er darlegte, dass ein Moll-Dreiklang als ein „umgekehrter“ Dur-Dreiklang betrachtet werden kann, und wie beide aus einem gemeinsamen Grundton erzeugt werden können. Außerdem zeigte er Beziehungen zwischen dem übermäßigen Dreiklang und diesen Dreiklangtypen auf. Franz Liszt wurde von dieser Arbeit möglicherweise beeinflusst, wie eine Analyse seiner Faust-Sinfonie nahelegt. In späteren Schriften übertrug Weitzmann seinen harmonischen Dualismus auch auf Tonleitern. Diese Ideen wurden von Arthur von Oettingen und Hugo Riemann weiterentwickelt.
1860 veröffentlichte Weitzmann ein Harmoniesystem, das mehrfach kritisiert wurde. Mit seiner Schrift Die neue Harmonielehre im Streit mit der alten suchte er dieser Kritik zu begegnen. In der Betrachtung von Stimmungssystemen wich Weitzmann von der Meinung der meisten Theoretiker ab: während viele Musikwissenschaftler Stimmungssysteme als notwendigen Kompromiss betrachteten, war Weitzmann möglicherweise der erste, der eine durchweg positive Haltung einnahm. Er ging von einer gleichstufigen Stimmung aus und legte dar, wie die darin auftretenden dissonanten Akkorde aufgelöst werden konnten.

## Schriften
- Der übermässige Dreiklang (Berlin, 1853)
- Der verminderte Septimenakkord (Berlin, 1854)
- Geschichte des Septimen-akkordes (Berlin, 1854)
- Geschichte der griechischen Musik (Berlin, 1855)
- Harmoniesystem (Leipzig, 1860, 2. Aufl. 1895)
- Die neue Harmonielehre im Streit mit der alten (Leipzig, 1860)
- Geschichte des Clavierspiels und der Clavierlitteratur (Stuttgart, 1863, erweiterte 2. Aufl. 1879); umgearbeitet und hrsg. von Max Seiffert als Geschichte der Klaviermusik (Leipzig, 1899)